# Nocaima
Nocaima je obec v provincii Cundinamarca v Kolumbii, v blízkosti hlavního města Bogoty. Patří mezi první stálé osady z dob španělské kolonizace ze 17. století. Je oblíbeným turistickým cílem obyvatel hlavního města. V Bogotě a jejím okolí je známa jako město učitelů.

## Geografické údaje

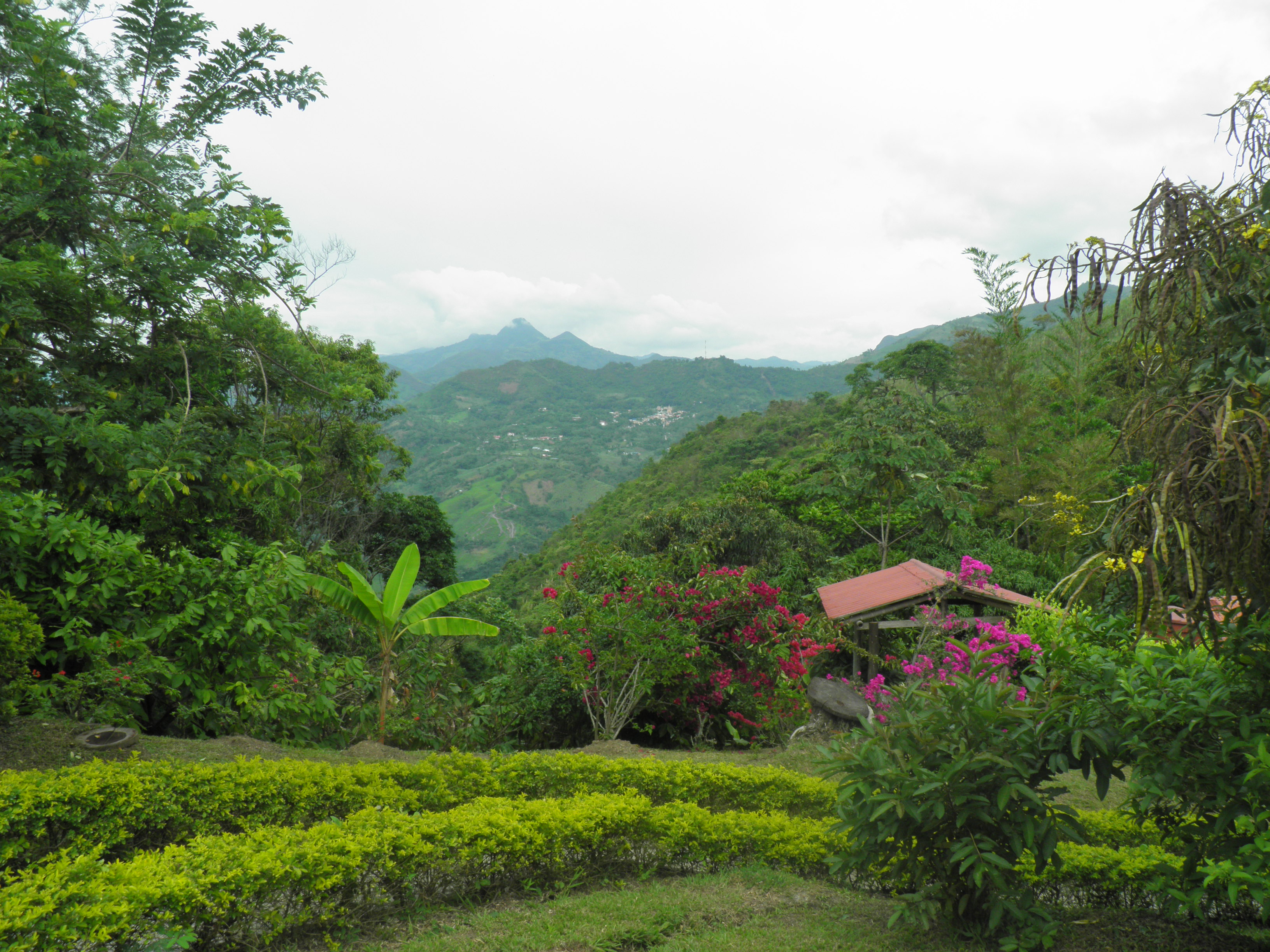
Ranč u sídla El Cajon

Město se nachází na svahu údolí stejnojmenné řeky, 67 km od hranice s hlavním městem Bogotou. Jako všechna sídla v této oblasti  se jeho rozloha nachází ve značném rozmezí nadmořské výšky, a to zhruba mezi 1 050 a 1 200 m n. m. Náměstí se nachází v nadmořské výšce 1 104 m n. m. Na jižním okraji zemědělské rozšířené venkovské oblasti probíhá dálnice Bogota – Medellín.
Do městského celku je zahrnuta plocha o celkové rozloze 3 km², celková působnost je rozšířena na venkovské okolí s celkovou plochou 69 km². Venkovský sektor zahrnuje sídla Baquero, Naranjal, Canutal, San Agustin, Centro, San Cayetano, Cocunche, Santa Barbara, Fical, San Pablo, Jagual, San Jose, La Florida, San Juanito, La Conception, Tobia, Lomalarga, Vilauta, El Cajon, Volcano, Mercedes. Osídlení včetně venkovské zóny přesahuje 8000 obyvatel, v městské části podle údajů z roku 2016 1858 obyvatel.
Vzhledem k vysoké nadmořské výšce je i při své zeměpisné šířce oblastí s celoročně příjemným klimatem s celoročním teplotním průměrem 24 °C, jen ojediněle převyšující 30 °C. Při průměrném ročním srážkovém úhrnu 1 760 mm je předurčena k úspěšnému pěstování cukrové třtiny a tropického ovoce.

## Historie

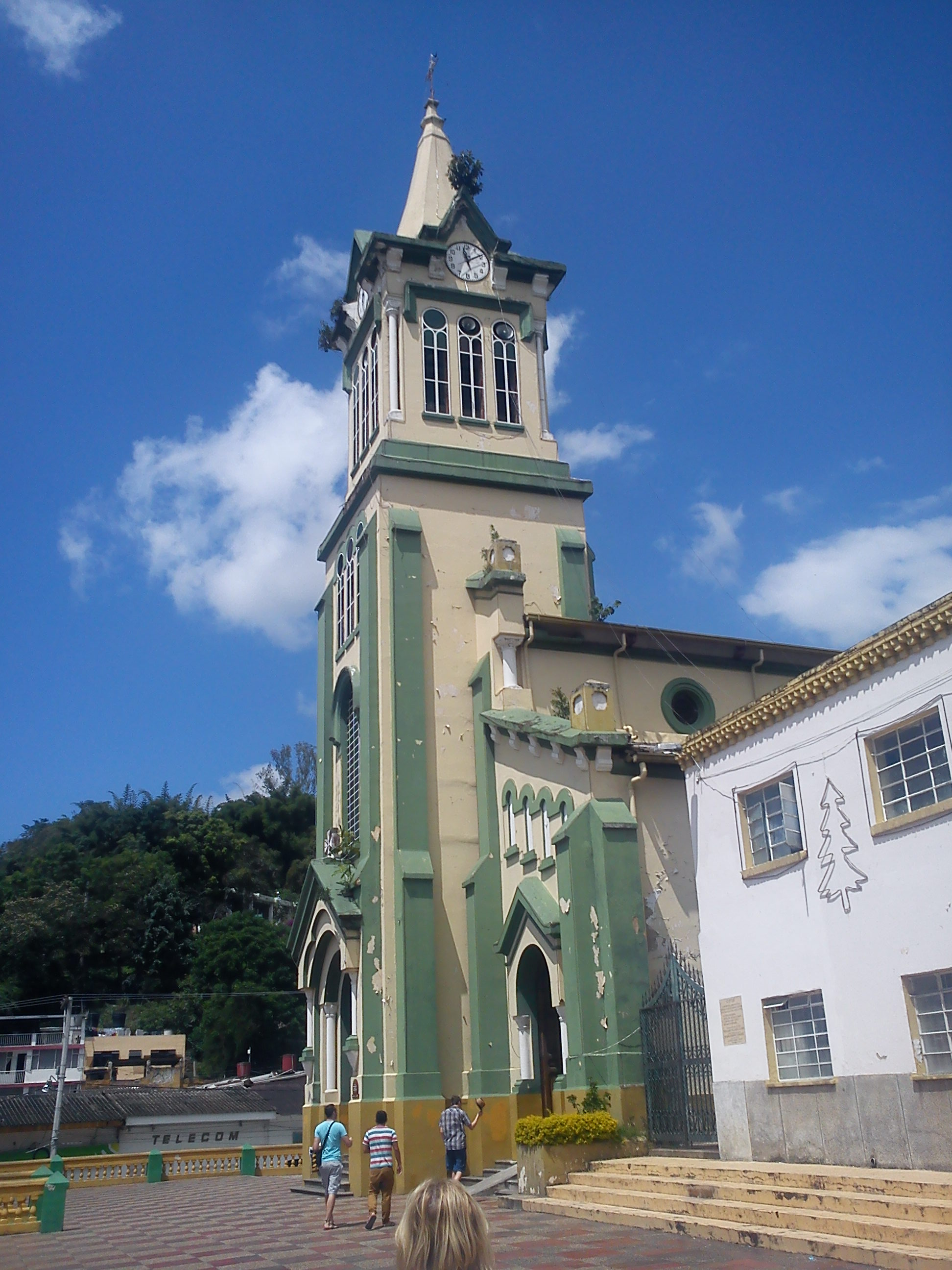
Náměstí s kostelem Panny Marie del Rosario de Chiquinquirá

V  předkolumbijských dobách bylo území oblasti osídleno indiány bojovného a agresivního kmene Panches.  

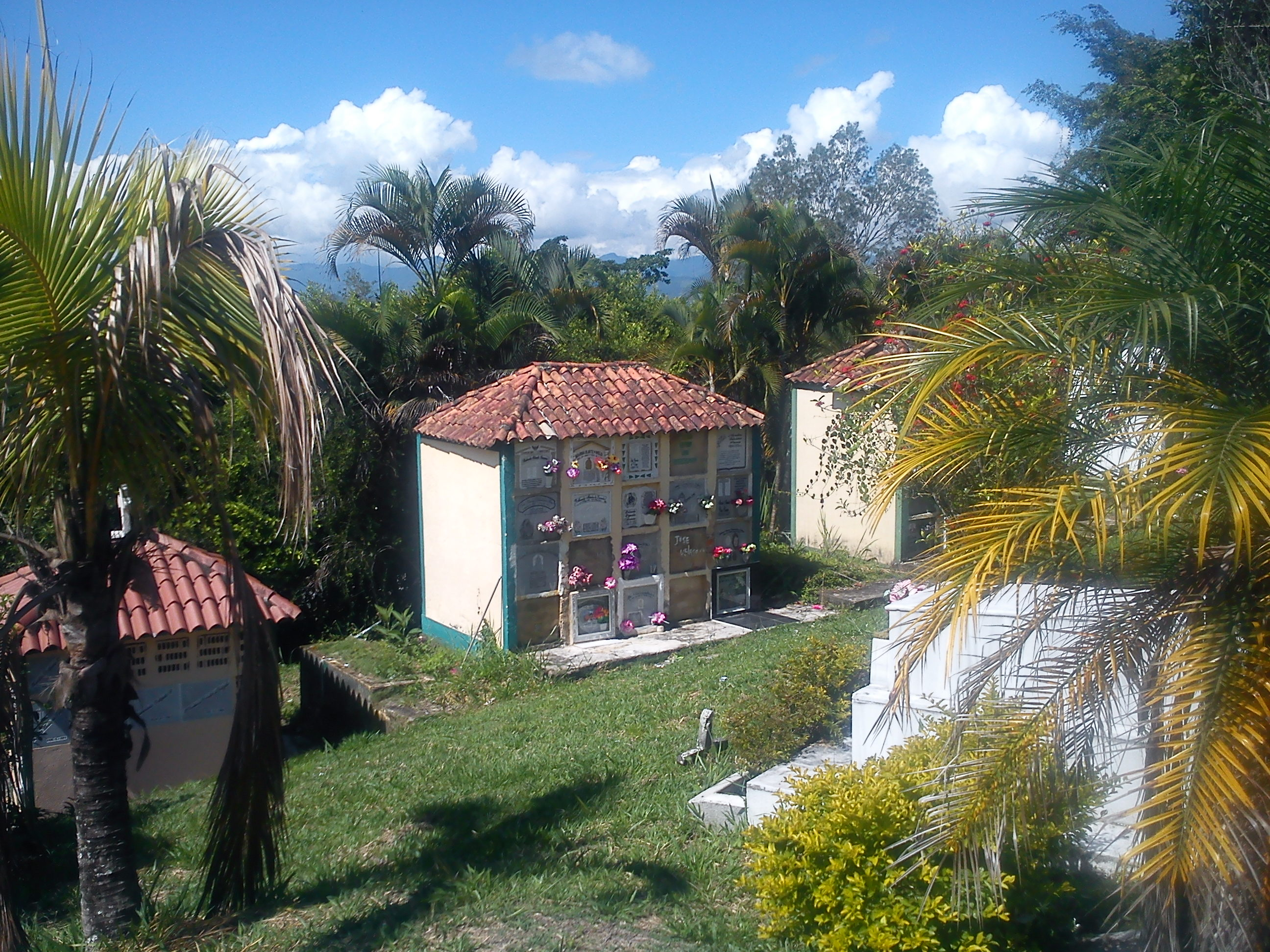
Hřbitov na cestě do Nocaimy

Nocaima byla založena 3. června 1605 v období španělské kolonizace místodržícím v Bogotě jménem Alonso Vásquez de Cisneros, a to za podpory vojenských oddílů vedených Diegem de Herrera. Jednalo se o středisko obchodu mezi Španěly a indiánskými kmeny Nocaima, Chapaima, Ubaima, Calamoima, Pinzaima, Nimima a Chipcha.  
V roce 1732 byla ve vesnici ustanovena farní obec. V polovině 18. století došlo k prudkému rozvoji těžby sulfidů mědi. Spolu s tím dochází i k rozvoji drobných hutí s bezproblémovým odbytem pro výrobu zvonů a děl. Doly pokrývaly velké území a nacházely se ve vesnicích Cocunche, La Florida, El Fical, San Jose, Boquero a las Mercedes.
Výrazně do dějin Kolumbie vstoupila Nocaima 5. listopadu 1899, kdy zde došlo k významné bitvě mezi revolučními silami generála Zenona Figuereda a konzervativci pod vedením generála Atanasia Martineze.
Stavba současného kostela Panny Marie del Rosario de Chiquinquirá byla zahájena 3. září 1934 farním knězem jménem Juan Antonio Garzón de la Torre.

## Hospodářství
Hlavní hospodářskou aktivitou v Nocaimě je pěstování cukrové třtiny a její domácí zpracování do pětikilových kvádrů polotovaru zvaného panela. Starý řemeslný proces výroby panely je prováděn především o víkendech v celé obci. Polotovar je dále odvážen do hlavního města.  
Ve výrazném množství se produkuje ovoce, především banány, ananas a mango. Produkce z kávových plantáží zásobuje světoznámého výrobce kávy Juan Valdéz v Bogotě.

## Turistika
Přínosy z turistického ruchu se neustále zvyšují. Blízkost hlavního města činí z Nocaimy oblíbené místo pro pořádání oslav, konferencí i festivalů. Populární jsou obchodní výstavy koní, chovaných pro výcvik charakteristického kolumbijského klusu.  

## Vzdělávání
Nocaima je považována za pedagogické centrum Kolumbie. V roce 1964 zde vznikl Pedagogický institut se speciální čtvrtí pro studenty, pedagogy institutu i absolventy školy. Většina učitelů v osmimiliónové Bogotě pochází z Nocaimy. Velké množství učitelů zde žije v „Učitelském městečku“, do hlavního města  dojíždí ve výukové dny a na víkend se vrací do Nocaimy.

## Tradice
Každoročně 3. června a 5. listopadu se ve městě pořádají oslavy ke dni založení Nocaimy a ke dni bitvy u Nocaimy, vrcholící volbou Miss Nocaima. 14. listopadu se pořádá průvod Učitelským městečkem na počest jeho založení.

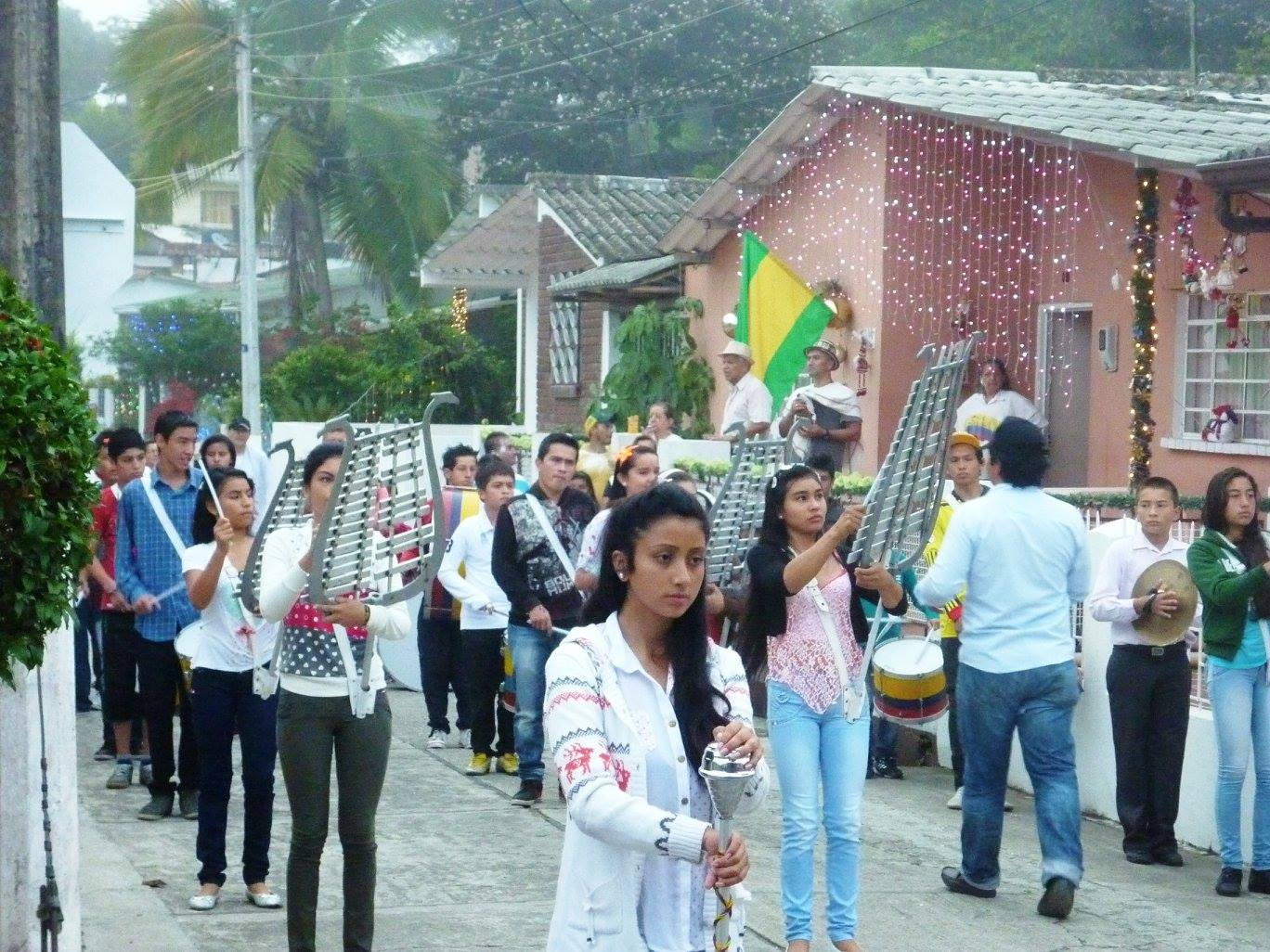
Oslava založení Učitelského městečka v Nocaimě

Velké popularitě se těší každoroční cesty motocyklistů na trase Bogota – Nocaima, při nichž za účasti všech věkových skupin v nejširším možném rozsahu kubatur vznikají až několikakilometrové kolony jednostopých vozidel. Část členů tohoto pelotonu navštěvuje své oblíbené učitele ze základních škol v Učitelském městečku.
Od roku 2016 má Nocaima vlastní hymnu na hudbu i slova Huga Edilberta Ramose, která ve čtyřech slokách dokonale popisuje historii, přítomnost i budoucnost Nocaimy. Refrén opěvuje přírodu, mír a lásku, první sloka zmiňuje zakladatele města, druhá sloka opěvuje výrobu cukru a těžbu mědi, třetí sloka připomíná čest a slávu kolumbijských učitelů a čtvrtá sloka připomíná plantáže cukrové třtiny jako hlavní zdroj obživy.